# باسل حمود الصباح
الشيخ د. باسل حمود الحمد المالك الصباح  طبيب وسياسي كويتي، وزير الصحة الكويتي السابق. حاصل على شهادة الطب من جامعة الكويت عام 1999 وعلى شهادة الدكتوراه البورد الكندي تخصص أنف وأذن وحنجرة عام 2006 من جامعة مكغيل الكندية.

## التدرج العلمي
- تقلد عدة مناصب في مستشفيات الكويت منها طبيب استشاري أنف وأذن وحنجرة في مستشفى زين ورئيس مجلس أقسام الأنف والاذن والحنجرة عام 2012، كما شغل منصب مدير برنامج زراعة القوقعة خلال فترة عمله بمستشفي زين، وهو عضو مؤسس في الجمعية العربية للأذن وزراعة القوقعة، كما تقلد منصب مدير مركز الشيخ سالم العلى الصباح لعلاج السمع والنطق في الفترة ما بين عام 2010 و2012، كما عمل محاضرا في كلية الطب جامعة الكويت وشارك في العديد في المؤتمرات الخارجية في مجاله التخصصي.[2]
- أختير وزيرًا للصحة في 11 ديسمبر 2017 بعد صدور مرسوم أميري بتشكيل الحكومة الكويتية الجديدة رقم 35، وفي 17 ديسمبر 2019 أُعيد في التشكيل الحكومي التالي واستمر حتى 28 ديسمبر 2021.[3]

## نشاطه الوزاري
- إجراء أول عملية زراعة قلب في الكويت على مستوى الوطن العربي والخليج من قبل فريق طبي متخصص.[4]
- أجري بنفسه عملية زراعة قوقعة «تعتبر من العمليات النادرة والدقيقة».
- قيام فريق طبي كويتي بإجراء عملية باستخدام الميكروسكوب الجراحي لسحب حيوانات منوية لحالة عقم مستعصية.
- أول زراعة عملية كبد في البلاد في عهده.
- استخدام «الروبوت الجراحي» لإجراء 3 عمليات لزراعة شرايين القلب التاجية وايضا للمرة الأولى في الكويت.
- تفعيل دور القطاع الخاص من خلال دعم المؤسسات الطبية الأهلية وإتاحة الفرصة لهم بالمشاركة في تطوير الخدمات الصحية.
- انتهاج نهج اللامركزية ومنح الصلاحيات المالية والإدارية للقياديين لضمان سرعة التفاعل مع المستفيدين من الخدمات.
- تسلم مستشفى جابر الاحمد وتشغيله في المرحلة المقبلة.
- إغلاق ملف «العلاج بالخارج» الذي تصدر المرتبة الأولى في لجان التحقيق مجلس الامة.
- ملف تسكين «الشواغر» القيادية في الوزارة، ومن بينها الوكيل الأصلي والقطاعات الشاغرة لاستكمال المسيرة الصحية.